# Atkinsoniella thalia
Atkinsoniella thalia är en insektsart som först beskrevs av William Lucas Distant 1918.  Atkinsoniella thalia ingår i släktet Atkinsoniella och familjen dvärgstritar. Inga underarter finns listade i Catalogue of Life.